# کجان
روستای کجان ، مرکز دهستان بهارستان، روستایی از توابع بخش مرکزی شهرستان نائین در استان اصفهان ایران است.

## جمعیت
این روستا در دهستان بهارستان قرار دارد و براساس سرشماری مرکز آمار ایران در سال ۱۳۸۵، جمعیت آن ۵۷۳ نفر (۱۹۵خانوار) بوده‌است.

## موقعیت جغرافیایی
کجان(kajan)مرکز دهستان بهارستان شهرستان نائین در تقسیمات کشوری تا سال ۱۳۶۸ بخشی از برزاوند اردستان بود و از آن پس جزء منطقه بهارستان شهرستان نائین قرار گرفت. این دهستان در دامنهٔ سلسله کوه‌هایی قرار دارد که از طرف جنوب غربی به کوه‌های شهرستان کوهپایه (مارشنان – بید آخوند) و امتداد آن تا جنوب شرقی گردنه ملااحمد، سلسله کوه‌های میل (این کوه با ارتفاع ۳۰۳۵ متر) و مادر کوه ادامه یافته‌است. آبرفت‌های سمت شمالی این کوه‌ها و سیلاب‌های فصلی آن گاهی تا حوالی شهرستان نائین جاری و روان می‌گردد. نام کوه‌ها از غرب به شرق عبارتند از: کوه گاجستان، کوه میل و شاه کوه. همچنین در جنوب غربی کجان کوه دیگری به نام کوه قاسم‌آباد وجود دارد. بین کوه‌ها، دره‌هایی هستند که به نام‌های: لای قاسم‌آباد، لای بید، لای آب، لای اژدها، لای خرگوشی، لای سوتی و لای حاجی رمضان می‌باشند. کجان از مشرق به روستای بلان و از شمال به نیستانک و شمال غربی به نیسیان و از مغرب به زرد کوه و نهوج منتهی می‌گردد.

## گذشته کجان
در خصوص قدمت کجان سندی در دست نیست ولی نام‌هایی چون کجان و نام‌های ورماگو، کی بید و گل‌هست و قبور زرتشتی‌ها و آثار خرابه گبری در حوالی مهرجان نشان از قدمت بالای روستای کجان دارد. تاریخ کجان متصل به تاریخ برزاوند اردستان است، بنابراین با استناد به شرح جغرافیا و تاریخ آن منطقه، می‌توان تا حدودی قدمت کجان را هم مشخص کرد.

## وجه تسمیه کجان
واژه‌شناسی کجان به فتح اول واژه است مرکب از (کَ ج ان)  کجان در لغت به معنای جایی که همه جای آن کج است در واقع کلمه «کَجان» درست است زیرا اگر به این روستای خوش آب و هوا و بکر قبل از اسلام سفر کرده باشید می‌بینید که تقریباً جایی صاف و هموار نیست و همه چیز کج است رود خانه‌ها، درختان، تپه‌ها و حتی بسیاری از دیوارها هم کج است • اما در عوض مردمان با فرهنگ و اصیل آن، با فرهنگ‌ترین اصالت را در تاریخ خود به ثبت نموده که نشانهٔ آن علمایی است که نام آن‌ها یادگار دل‌ها است.

## آب و هوای کجان
دارای آب و هوای کوهستانی و معتدل با اقلیمی نیمه کوهستانی و خشک می‌باشد. حتی کوه‌های مرتفع و درختان گردوی چند صد ساله، و باغستان وسیع و دو کشتزار گسترده، و قناتهای متعدد، نتوانسته از خشکی هوا بکاهد، اما آب و هوایی معتدل و تاحدودی خنک را به وجود آورده و زیبایی خاصی به این روستا بخشیده است و روستا دقیقاً در میان دو کشتزار مهرجان و باغستان واقع شده که این از مختصات ایرانیان قدیم در انتخاب مکان روستا در استفاده از دو نسیم است.

## گویش محلی کجان
مردم کجان با گویش و لهجه محلی سخن می‌گویند. این لهجه با لهجهٔ گویش نایینی اندکی تفاوت دارد. شهرهایی مانند نایین، اردستان، نطنز، جوشقان، خوانسار، مهاباد، کوهپایه، زواره، ابیانه و بخش‌هایی از استان مازندران و همچنین زرتشتیان با این ریشه گویش سخن می‌گویند. برای مثال در گلستان سعدی، به جای قاشق، از واژهٔ «چِمچه» استفاده شده‌است که در زبان محلی کجان به قاشق، چمچه می‌گویند.

## مکان قبلی کجان
زرتشتیان کجان، پیش از اسلام تا دو قرن بعد از آن، در بالادست کشتزار مهرجان سکونت داشته‌اند، و آب شرب خود را از کاریز مهرجان برمی‌داشته‌اند. هرکس اسلام را می‌پذیرفته، به محل فعلی روستا نقل مکان می‌کرده‌است، تا کم‌کم مکان قدیمی خالی از سکنه شده و رو به ویرانی نهاده و اکنون اثری از بناهای آن دیده نمی‌شود.

## آثار باستانی و تاریخی کجان

### قلعه کجان
در فاصله صدمتری مسجد جامع به سمت غرب قلعه‌ای بزرگ وجود داشته‌است. این قلعه با نظر شورای قدیم هشت نفری آب کجان، خراب و به خانه تبدیل شد.

### قلعه گبری
در حوالی مهرجان مخروبه‌ای از قلعه وجود دارد که به پیش از اسلام مربوط می‌شود.

### حمام خزانه
این حمام ظاهراً متعلق به پیش از اسلام است که البته زمان ساخت آن نامشخص است. حمامی بزرگ دارای راهروهای پیچ در پیچ که ابتدا به سکوهای متعدد محل رخت کن می‌رسید. سپس با دالان پر پیچ و خم دیگر به محل گرمخانه و شست‌وشو وارد می‌شد. مقابل گرمخانه و درست روبروی درب ورودی خزانه‌ای به طول و عرض حدود چهار متر ارتفاع و دو متر و سی سانتی‌متر قرار داشت. در قسمت زیر خزانه و درست در وسط آن یک دیگ بزرگ تعبیه شده بود که با سوختن هیزمی که از صحرا می‌آوردند، آب آن گرم می‌شد. بعدها این حمام تخریب و حمامی جدید ساخته شد.

### مسجد جامع کجان
مسجد جامع کجان با ستون‌های بسیار پهن چهارگوش و شبستان بزرگ و زیر زمینی وسیع برای گرم نگه داشتن در فصل زمستان و راه‌های مخفی تونلی که به قلعه و حمام راه داشته احتمالاً قدمت آن به پیش از اسلام می‌رسیده است. منبری بسیار قدیمی و احتمالاً مربوط به دوران سلجوقی نیز در این مسجد وجود داشته‌است. این بنا در اواخر دهه ۱۳۶۰ تخریب شده‌است.

## محله‌های کجان
روستای با صفای کجان دارای ۷ محله به نام‌های زیر است:

### محله اسده
این محل در قسمت شمال کجان در دامن تپه کِرکِری واقع شد است.

### محله بالاده
در قست مغرب کجان، درست در مسیر کجان به روستای خاروان واقع شده‌است.

### محله پایین ده
در قسمت مشرق کجان در کنار باغستان واقع شده‌است.

### محله پشته
در قسمت جنوب در مجاورت راه اصلی و روبروی قبرستان بسیار قدیمی واقع شد است. (این قبرستان قدمتش به قبل از اسلام می‌رسد و هنوز آثاری از قبور زرتشتیان در بعضی از مناطق آن به چشم می‌خورد)

### محله قلاع
این محله در واقع «محله قلعه» بوده‌است که به غلط عده‌ای تصور می‌کنند بواسطه کلاغها این نام‌گذاری صورت گرفته و به غلط عده‌ای آن را محله عقلا می‌گویند هرچند که بزرگان و مردمان نجیبی در این محل ساکنند این محل نیز در قسمت شمال شرقی واقع شده‌است.

### محله سراب یا پاچنار
به علت چشمه آب بسیار قدیمی و چنار کهنسال چند صد ساله به این نام مشهور شده‌است.

### محله میدان
به علت واقع شدن در کنار میدانی که در جنب مسجد جامع واقع است، به این نام مشهور شده‌است. این محله باستانی‌ترین محله کجان است.

### چشمه جوجی
کجان دارای محله‌های بسیاری با اسامی خاص است که به نظر گویای برخی دوران‌های تاریخی است مانند چشمه جوجی که این نام احتمالاً مربوط به دوران گورکانیان می‌باشد.

#### محله‌های داخلی کجان
محله‌های داخلی کجان عبارتند از: بالا ده، پشته، میدان، محله، محله قُلا، پلر، محله اسده، پای چنار و محله‌های اطراف و متصل به کجان کی‌بید، ورماگو، مهرجان، کوه نخود، چشمه جوجی، گاله خون، گاله زرده، سنگ دُل دُل، ارد راست، ارد چپ، کناره، سیبستان، پروستان، ایرندو، گرشنونه، گل هست، همو.

## جوق‌های کجان
کجان دارای ۸ جوق یا همان جوب است به نام‌های:
۱- جوق آقا غلامحسین ۲- جوق عرفان صالحی ۳- جوق جواد علی ۴- جوق حاج علی اکبر خان ۵- جوق علی اکبر حسین ۶- جوق حاج علی آقا ۷- جوق نائینی ۸- جوق حاج محمد صالحی